# Estação Politekhnitcheskaia (metro de São Petersburgo)
Politekhnitcheskaia (em russo:  Политехническая) é uma das estações da linha Kirovsko-Vyborgskaia (Linha 1) do metro de São Petersburgo, na Rússia. Estação «Politekhnitcheskaia» está localizada entre as estações «Akademitcheskaia» (ao norte) e «Ploshchad Mujestva» (ao sul).